# Aerodraco
Aerodraco es un género extinto de pterosaurio pterodactiloideo que vivió durante el Cretácico Inferior en Inglaterra.

## Descubrimiento y denominación
Pterodactylus sedgwickii fue nombrado en 1859 por Richard Owen basándose en el espécimen CAMSM B54422, la parte frontal de un hocico encontrado en la formación geológica Cambridge Greensand. Su nombre de especie honra a Adam Sedgwick. En 1869, Harry Seeley lo renombró como Ptenodactylus sedgwickii, y en 1870 fue nuevamente renombrado como Ornithocheirus sedgwickii. Owen (1874) refirió sedgwickii a Coloborhynchus, como Coloborhynchus sedgwickii, y en 1859 el propio Owen refirió una parte frontal de unas mandíbulas inferiores: el espécimen CAMSM B54421. Sin embargo, esta pieza no es del mismo individuo que el holotipo y no hay pruebas de que esté efectivamente vinculado con Pterodactylus sedgwickii. Luego fue mayormente ignorado en la literatura moderna hasta 2013, cuando Rodrigues y Kellner lo asignaron a su nuevo género: Camposipterus. Tampoco estos investigadores estaban seguros de la ubicación reasignada, por lo cual lo denominaron Camposipterus (?) sedgwickii. Finalmente, en 2020, Holgado y Pêgas lo asignaron a su propio género: Aerodraco. El nombre del género significa «dragón del aire».

## Filogenia
Holgado y Pegas (2020) recuperaron la denominación del género Aerodraco como miembro de Coloborhynchinae dentro de Anhangueridae.